# Toyota MR2
La Toyota MR2 è un'autovettura sportiva prodotta dalla casa automobilistica giapponese Toyota in tre serie principali dal 1984 al 1989 nella MKI, dal 1989 al 1999 nella MKII dal 1999 al 2007 nella MKIII.

## Il contesto
Il nome MR2 è una sigla di cui non è certo il significato. I due più accreditati sono: Midship Runabout 2 Seater e, alternativamente, Mid-engine, Rear-wheel Drive, 2 Seater.
Ciò che accomuna e che dà, per l'appunto, il nome a questa sportiva è la posizione centrale del motore, la trazione posteriore e i due posti secchi.
La prima e la seconda serie (rispettivamente MKI e MKII) sono state prodotte in configurazione targa (con la parte centrale del tetto rimovibile) e coupé; la terza serie (MKIII) abbandona questa tradizione per svilupparsi in configurazione spider (con tetto in tela apribile).
Le prime due serie sono state commercializzate con motorizzazioni aspirate e turbo, caratteristica quest'ultima abbandonata dalla MKIII.

## Prima serie (MKI/W10, 1984-1989)
La prima serie, progettata in parte in cooperazione con la Lotus Cars è stata resa disponibile inizialmente in versione coupé, ma ad un solo anno dalla presentazione ha preso forma la sua struttura definitiva e di maggiore successo, quella di vettura "Targa".
Le motorizzazioni previste erano di cilindrata abbastanza ridotta per una autovettura sportiva, da 1,6 L aspirato ed erogante potenze diverse a seconda delle configurazioni e dei mercati a cui la vettura era indirizzata. La brillantezza delle prestazioni era comunque garantita dal suo peso ridotto.
Nel 1987 fece la sua apparizione il primo modello dotato di compressore con un incremento della potenza che arrivava quasi 150 CV.

## Seconda serie (MKII/W20, 1989-1999)
La seconda serie completamente ridisegnata venne messa in produzione nel 1989 e presentava una linea molto più arrotondata con marcate somiglianze alle Ferrari 308 e Ferrari 348 in versione GTS.
Per via della forma della carrozzeria, e per il fatto che era un'auto con motore centrale, venne rinominata come " la Ferrari giapponese". Infatti questo modello di MR2 è stato utilizzato come base per creare cloni di vari tipi di Ferrari, sostituendo i pannelli della carrozzeria: in particolare, i modelli di kitcar che venivano più usati utilizzando questa vettura erano per lo più copie di Ferrari F355 e 360 Modena.
Nel 1994 veniva effettuato un restyling molto leggero, limitato alla modifica dei fari posteriori, mentre venivano lasciati invariati gli aspetti che caratterizzavano l'estetica della seconda generazione.
Le motorizzazioni erano: 2.0 aspirata (156 CV incrementati a 175 CV con velocità massima di 220 km/h) 3S-GE, 2.0 turbo (200 CV e 245 CV versione giapponese con velocità massima di 240 km/h) 3S-GTE e 2.2 aspirata (135 CV) 5S-FE.

## Terza serie (MKIII/W30, 1999-2007)
La MKIII venne importata anche nel mercato italiano dal 2000 per finire la sua carriera italiana nel 2005; il tutto senza aver mai eccessivamente attratto il cliente italico, al contrario del notevole successo che questa vettura ha riscosso. Questa terza serie si ispira non più alla Ferrari ma alla Porsche Boxster e forse proprio per questo in Italia non ha avuto un ampio successo commerciale.
Nel 2003, la MR2 MKIII subisce un restyling al fine di rimanere al passo con i tempi, le modifiche apportate sono state:

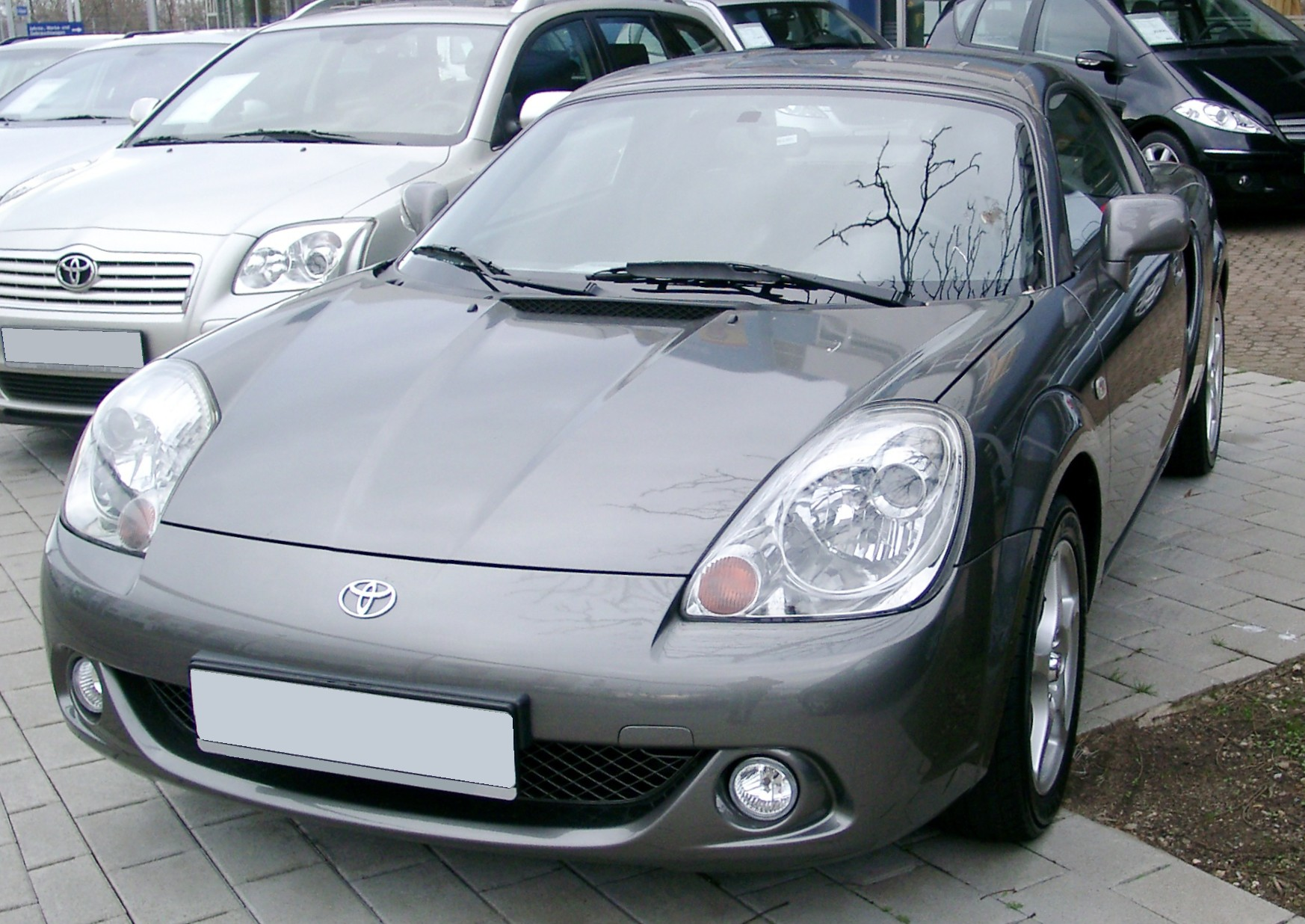
Restyling 2003

- cambio manuale 6 marce + retromarcia
- ruote posteriori più grandi delle anteriori (16" e 15")
- sedili con buchi per cintura a 4 punti
- fendinebbia anteriori
- fanali anteriori cromati (pre-restyling nero)
- nuovo disegno fanali posteriori
- prese d'aria laterali in tinta con la carrozzeria
- migliore rivestimento interno tettuccio

A differenza dei precedenti modelli troviamo un'unica versione che monta il nuovo motore da 1794cm³, completamente in alluminio, chiamato 1ZZ-FED. Come i predecessori, troviamo un doppio albero a camme, 16 valvole con il sistema Toyota VVT-i di regolazione delle valvole. Questo motore eroga 138 CV (104 kW), ma nonostante la differenza di potenza rispetto alle generazioni precedenti, questa nuova MR2 è lo stesso in grado di offrire prestazioni eccellenti. Questo grazie al peso contenuto, di soli 975 kg (cambio manuale) e 997 kg (cambio automatico), ed anche grazie al cambio manuale a 6 marce che permette di raggiungere i 100 km/h in 8.0 secondi. Nella versione con cambio sequenziale (SMT) a 6 marce, questo tempo sale a 9.3 secondi.

### Caratteristiche tecniche
| Modello          | Motore  | Cilindrata cm³ | Potenza CV/rpm | Coppia Nm/rpm | Massa a vuoto (kg) | Cambio                        | Velocità max | Accelerazione 0–100 km/h | Consumo (l/100 km) | Emissioni CO2 (g/km) |
| ---------------- | ------- | -------------- | -------------- | ------------- | ------------------ | ----------------------------- | ------------ | ------------------------ | ------------------ | -------------------- |
| MR2 Roadster     | 1ZZ-FED | 1794           | 140/6400       | 170/4200      | 975                | manuale a 6 rapporti + RM     | 210          | 8"3                      | 7,4                | 178                  |
| MR2 Roadster SMT | 1ZZ-FED | 1794           | 140/6400       | 170/4200      | 997                | sequenziale a 6 rapporti + RM | 210          | 9"3                      | 7,4                | 178                  |

L'ultima versione della MR2 viene costruita fino al 2007.

## Attività sportiva
Nel 2000, la Toyota realizzò una versione da competizione della MR-S per competere nella classe GT300 del JGTC. Tale versione, affidata a cinque diversi team e realizzata dalla TRD, era dotata di un tettuccio rigido fisso e di nuove componenti aerodinamiche realizzate per migliorare a deportanza e la penetrazione aerodinamica. Il propulsore che la equipaggiava era un 3S - GTE derivato dalla Toyota MR2 di seconda generazione gestito da un cambio Xtrac a sei marce. Il telaio era di tipo tubolare, mentre l'impianto frenante era costituito da freni a disco forniti dall'AP Racing. Con questa vettura del team ARTA i piloti Morio Nitta e Shinichi Takagi conquistarono il campionato piloti della GT300 nel 2002.